# ماتي كاش
ماثيو ستيوارت كاش (بالإنجليزية: Matthew Stuart Cash)‏ (مواليد 7 أغسطس 1997 في سلاو، إنجلترا) هو لاعب كرة قدم بولندي وُلد في إنجلترا، يلعب مع نادي أستون فيلا في الدوري الإنجليزي الممتاز ومنتخب بولندا لكرة القدم في مركز الظهير الأيمن.

## روابط خارجية
- ماتى كاش على موقع الاتحاد الأوربي (الإنجليزية)
- ماتى كاش على موقع قاعدة بيانات كرة القدم.إي يو (الإنجليزية)
- ماتى كاش على موقع ليكيب (الفرنسية)
- ماتى كاش على موقع ناشيونال فوتبول تيمز (الإنجليزية)
- ماتى كاش على موقع Soccerbase.com (لاعب) (الإنجليزية)
- ماتى كاش على موقع Soccerway.com (الإنجليزية)
- ماتى كاش على موقع عالم كرة القدم.نت (الإنجليزية)